# Инфант Антонио, герцог Галлиера
Антонио Мария Луис Фелипе Хуан Флоренсио де Орлеан и Бурбон (исп. Antonio María Luis Felipe Juan Florencio de Orleans; фр. Antoine Marie Louis Philippe Jean Florent d'Orléans; 23 февраля 1866, Севилья — 24 декабря 1930, Париж) — испанский инфант, 4-й герцог Галлиера (4 июля 1890 — 24 декабря 1930) – член испанской королевской семьи и внук короля французов Луи-Филиппа I.

## Ранняя жизнь
Антонио был единственным выжившим сыном принца Антуана Орлеанского, герцога Монпансье (1824—1890) и его жены, инфанты Луизы Фернанды Испанской (1832—1897). По отцовской линии он приходился внуком короля Франции Луи-Филиппа и его жены, принцессы Марии Амалии Бурбон-Сицилийской, а по материнской линии был внуком короля Испании Фердинанда VII и его жены, принцессы Марии Кристины Бурбон-Сицилийской.
Антонио родился в Севилье, незадолго до окончания правления своей тетки, королевы Испании Изабеллы II. В 1868 году после Славной революции в Испании королевская семья вынуждена была покинуть родину. Инфант Антонио большую часть своего детства провел за границей. Его амбициозный и либеральный отец Антуан Орлеанский, герцог де Монпансье, имел некоторые отношения с революционерами, которые заставили его покинуть Испанию. Фактически революция была подготовлена на деньги герцога Антуана Монпансье, который надеялся вступить на испанский королевский престол. Испанское временное правительство подтвердило изгнание членов Орлеанского дома.
В декабре 1874 году в Испании произошел переворот под руководством генерала Арсенио Мартинеса Кампоса, была восстановлена монархия. После отказа от власти Изабеллы II новым королем Испании стал её единственный сын, Альфонсо XII (1857—1885). Через несколько месяцев члены Орлеанского дома были помилованы, инфант Антоние вместе с семьей вернулся в Испанию поселился в Севилье в Паласио Сан-Тельмо. В 1878 году испанский король Альфонсо XII женился на инфанте Марии де лас Мерседес (1860—1878), старшей сестре Антонио. Династический брак примирил испанских Бурбонов с Орлеанским домом.

## Брак и дети
6 марта 1886 года в Мадриде Антонио женился на своей двоюродной сестре, инфанте Эулалии Испанской (1864—1958), дочери королевы Изабеллы II Испанской и ее мужа, Франсиско, герцога Кадисского.
У Антонио и Эулалии было двое детей:
- Альфонсо, инфант Испании и 5-й герцог Галлиера (12 ноября 1886 — 6 августа 1975)
- Луис Фернандо, инфант Испании (5 ноября 1888 — 20 июня 1945)

В 1892 году Антонио вместе со своей супругой совершил путешествие на Кубу и в США на празднование 400-летия открытия Америки Христофором Колумбом. Инфант Антониу был непостоянным и экстравагантным человеком, а его жена была сильной и культурной женщиной, не желая страдать от унижений, вызванных её мужем. Вскоре после возвращения в Испанию из США супруги стали жить отдельно. 31 мая 1901 года они подписали юридический развод в присутствии генерального консула Испании в Париже.

## Герцог Галлиера
4 июля 1890 года после смерти своего отца Антуана Орлеанского Антонио унаследовал титул 4-го герцога Галлиера. В 1895 году король Италии Умберто I признал Антонио в качестве наследника титула герцога Галлиера. Законный наследник титула, Филипп Феррари де ля Ренотье (1850—1917) отказался от использования герцогского титула.
В 1900 году Антонио познакомился с Мари-Луизой Ле Манак (1869—1949), вдовой Саймона Гуггенхайма, в отеле Савой в Лондоне. Инфант вступил с ней в любовную связь и ввел её в высшее общество. Однако он не смог оставаться верным даже своей любовнице, и в 1906 году он прекратил общение с ней. В ярости его любовница сломала Антонио несколько зубов, ударив его зонтиком.
На протяжении многих лет Антонио вел дорогой образ жизни и растратил семейное имущество, а его бывшая жена жила в относительной бедности. В 1919 году из-за своих чрезмерных расходов он вынужден был продать владения в своём итальянском герцогстве.
Герцог Галлиера скончался в бедности в Париже в 1930 году в возрасте 64 лет. Его останки были перезахоронены в Пантеоне принцев в Эскориале.

## Награды
- Кавалер Ордена Золотого руна (испанский филиал).[1][2]
- Кавалер цепи Ордена Карлоса III.[2]
- Кавалер Ордена Святого Губерта (Баварское королевство).[2]
- Кавалер Ордена Монтесы.[3]